# Алиловци
Алиловци су насељено место у општини Каптол, у западној Славонији, Република Хрватска.

## Историја
До нове територијалне организације налазило се у саставу бивше велике општине Славонска Пожега.

## Становништво
На попису становништва 2011. године, Алиловци су имали 410 становника.
По попису из 2001. године Алиловци су имали 470 становника.
| Националност       | 1991.        | 1981.        | 1971.        |
| Хрвати             | 445 (98,01%) | 429 (92,65%) | 403 (96,87%) |
| Срби               | 0            | 0            | 0            |
| Југословени        | 0            | 8 (1,72%)    | 0            |
| остали и непознато | 9 (1,98%)    | 26 (5,61%)   | 13 (3,12%)   |
| Укупно             | 454          | 463          | 416          |

## Попис1991.
На попису становништва 1991. године, насељено место Алиловци је имало 454 становника, следећег националног састава:
| Попис 1991.‍ | Попис 1991.‍ | Попис 1991.‍ | Попис 1991.‍ | Попис 1991.‍ |
| ----------- | ----------- | ----------- | ----------- | ----------- |
|             |             |             |             |             |
| Хрвати      | Хрвати      |             | 445         | 98,01%      |
| Немци       | Немци       |             | 1           | 0,22%       |
| непознато   | непознато   |             | 8           | 1,76%       |
| укупно: 454 |             |             |             |             |